# چانسی بیلاپس
چانسی ری بیلاپس (به انگلیسی: Chauncey Ray Billups) ‏ (۲۵ سپتامبر ۱۹۷۶ در دنور) بازیکن ملی پوش بسکتبال اهل ایالات متحده آمریکا است.
این بازیکن همراه تیم ملی بسکتبال مردان آمریکا مدال طلای المپیک را برنده شده و هم‌اکنون در لس آنجلس کلیپرز در ان‌بی‌ای بازی می‌کند.
او سابقه بازی در بوستون سلتیکز، تورنتو رپتورز، دنور ناگتس، مینه‌سوتا تیمبرولوز، دیترویت پیستونز، نیویورک نیکس و دیترویت پیستونز را نیز دارد.
بیلاپس در سال ۲۰۰۴ با پستونز قهرمان ان‌بی‌ای شد.